# Vườn quốc gia Jardine River
Vườn quốc gia Jardine River là một vườn quốc gia ở Queensland, Úc, cự ly 2.137 km về phía tây bắc Brisbane và khoảng 900 km về phía tây bắc Cairns, tại đầu mũi của bán đảo Cape York.
Công viên và khu bảo tồn bao gồm xứ sở truyền thống của một số nhóm người Thổ Dân gồm những người từ các nhóm xã hội và ngôn ngữ Atambaya, Angkamuthi, Yadhaykenu, Gudang và Wuthathi.
Khu vực này là một cảnh quan văn hoá sống, với các địa điểm và các tính năng được đặt tên trong ngôn ngữ thổ dân Úc, thổ dân, các địa điểm nghi lễ. Ngày nay, chủ sở hữu truyền thống giữ được sự quan tâm mạnh mẽ và liên tục, thông qua các quyền truyền thống và trách nhiệm về đất đai trong việc bảo vệ và quản lý khu vực.